# Campionato europeo femminile under 19 di calcio 2004
Il Campionato europeo femminile under 19 di calcio 2004 è stato la 7ª edizione del torneo organizzato dalla Union of European Football Associations (UEFA). La fase finale si è giocata in Finlandia, dal 28 luglio all'8 agosto 2004. Al torneo potevano partecipare solo le giocatrici nate dopo il 1º gennaio 1985.
La Spagna ha vinto il titolo per la prima volta nella sua storia sportiva, superando per 2-1 la Germania nella finale al Pohjola Stadion di Vantaa.

## Fase finale

### Fase a gironi

#### Girone A
| Squadra   | G | V | P | S | GF | GS | DR  | P.ti |
| --------- | - | - | - | - | -- | -- | --- | ---- |
| Germania  | 3 | 3 | 0 | 0 | 15 | 0  | +15 | 9    |
| Spagna    | 3 | 2 | 0 | 1 | 7  | 8  | −1  | 6    |
| Svizzera  | 3 | 1 | 0 | 2 | 3  | 8  | −5  | 3    |
| Finlandia | 3 | 0 | 0 | 3 | 1  | 10 | −9  | 0    |

| Arbitro: | Paula Thörn |

|                                |           |                    |
| Diéguez 27’ Murua 48’ Jade 89’ | Marcatori | 57’ (aut.) Bergara |

| Arbitro: | Gordana Kuzmanovic |

|  |           |                                                   |
|  | Marcatori | 36’ Mittag 50’ Goeßling 64’ Laudehr 70’ Behringer |

| Arbitro: | Tanja Schett |

|  |           |                                      |
|  | Marcatori | 29’ 48’ Iturregui 43’ Jade 92’ Murua |

| Arbitro: | Cristina Dorcioman |

|                              |           |  |
| Krahn 40’ Mittag 63’ 79’ 86’ | Marcatori |  |

| Arbitro: | Gordana Kuzmanovic |

|                          |           |              |
| Dickenmann 22’ Bürki 56’ | Marcatori | 61’ Laihanen |

| Arbitro: | Aušra Tvarijonaitė |

|                                                                                                 |           |  |
| Aguillera Caballero 10’ (aut.) Laudehr 19’ 51’ Mittag 39’ Goeßling 45’ Krahn 50’ Griessemer 90’ | Marcatori |  |

#### Girone B
| Squadra  | G | V | P | S | GF | GS | DR | P.ti |
| -------- | - | - | - | - | -- | -- | -- | ---- |
| Italia   | 3 | 1 | 1 | 1 | 7  | 4  | +3 | 4    |
| Russia   | 3 | 1 | 1 | 1 | 5  | 6  | −1 | 4    |
| Francia  | 3 | 1 | 1 | 1 | 4  | 5  | −1 | 4    |
| Norvegia | 3 | 1 | 1 | 1 | 2  | 3  | −1 | 4    |

| Arbitro: | Aušra Tvarijonaitė |

|                        |           |  |
| Giske 21’ Heimlund 79’ | Marcatori |  |

| Arbitro: | Tanja Schett |

|                                    |           |              |
| Coppolino 8’ 25’ 44’ Ricco 52’ 82’ | Marcatori | 46’ Danilova |

| Hämeenlinna 30 luglio 2004 | Norvegia           | 0 – 0 referto | Italia | Kauriala Urheilukenttä (320 spett.)\| Arbitro: \| Gordana Kuzmanovic \| |
| Arbitro:                   | Gordana Kuzmanovic |               |        |                                                                         |

| Arbitro: | Anri Saarivainio Hänninen |

|          |           |               |
| Pele 92’ | Marcatori | 40’ Terechova |

| Arbitro: | Cristina Dorcioman |

|                                                     |           |  |
| Terechova 1’ Holstad Berge 21’ (aut.) Tsidikova 28’ | Marcatori |  |

| Arbitro: | Paula Thörn |

|                                       |           |                  |
| Bussaglia 84’ L'huillier 90+1’, 90+3’ | Marcatori | 35’, 70’ Riboldi |

### Fase a eliminazione diretta
|  | Semifinali | Semifinali | Semifinali |        |          | Finale   | Finale | Finale |  |
|  |            |            |            |        |          |          |        |        |  |
|  | Germania   | Germania   | 8          |        |          |          |        |        |  |
|  | Germania   | Germania   | 8          |        |          |          |        |        |  |
|  | Russia     | Russia     | 0          |        |          |          |        |        |  |
|  | Russia     | Russia     | 0          |        | Germania | Germania | 1      |        |  |
|  |            |            |            |        | Germania | Germania | 1      |        |  |
|  |            |            | Spagna     | Spagna | 2        |          |        |        |  |
|  | Italia     | Italia     | Spagna     | Spagna | 2        | 0        |        |        |  |
|  | Italia     | Italia     |            |        |          |          |        |        |  |
|  | Spagna     | Spagna     | 1          |        |          |          |        |        |  |

#### Semifinali
| Arbitro: | Paula Thörn |

|                                                                                            |           |  |
| Kasperczyk 11’ Krahn 49’ Mittag 65’ Goeßling 82’ Laudehr 85’ Thomas 90’ Griessemer 91’ 93’ | Marcatori |  |

| Arbitro: | Tanja Schett |

|  |           |             |
|  | Marcatori | 88’ Diéguez |

#### Finale
| Arbitro: | Aušra Tvarijonaitė |

|             |           |                        |
| Krahn 45+1’ | Marcatori | 29’ Jade 53’ Iturregui |

## Marcatrici
6 gol
- Anja Mittag

4 gol
- Annike Krahn
- Simone Laudehr

3 gol
- Lena Goeßling
- Katharina Griessemer
- Serena Coppolino

- Jade Boho
- Iraia Iturregui

2 gol
- Emilie L'huillier
- Penelope Riboldi
- Agnese Ricco

- Elena Terechova
- Miriam Diéguez
- Irune Murua

1 gol
- Taru Laihanen
- Élise Bussaglia
- Gwenaelle Pele
- Melanie Behringer

- Susanne Kasperczyk
- Karolin Thomas
- Anneli Giske
- Tone Røst Heimlund

- Elena Danilova
- Svetlana Tsydikova
- Vanessa Bürki
- Lara Dickenmann

autoreti
- Nora Holstad Berge (a favore della Russia)
- Ane Bergara Artieda (a favore della Svizzera)
- Ana Belen Aguillera Caballero (a favore della Germania)